# Carl Schildbach
Carl Schildbach (* 1730 in Sachsen; † 1817) hat eine der umfangreichsten und bedeutsamsten Xylotheken (Holzbibliotheken) Deutschlands angelegt. Er war ab 1771 Tiergarten-Aufseher und ab 1773 Menagerie-Verwalter des Landgrafen Friedrich II in Kassel, später Ökonomie-Direktor bei Landgraf Wilhelm IX.
Friedrich Justinian I. Freiherr von Günderode beschrieb ihn 1781 wie folgt:

„Und nun sage ich Ihnen auch noch etwas von Herrn Schildbach, einem der Aufseher über den Tiergarten. Ein Mann von ganz vernachläßigtem äußeren Ansehen, aber mit einem ohnaufhörlich nachgrübelnden und zu denen Arbeiten der mühsamsten Düfteleien aufgelegten und unermüdeten Geist.“

Joachim Heinrich Campe beschrieb ihn wie folgt:

„Dieser mir merkwürdige Mann hat weder Erziehung, noch gelehrte Kenntnisse von irgendeiner Art gehabt, und doch hat er sich in der Naturgeschichte und in der Naturlehre ganz durch eigenen Fleiß und ohne alle Hilfsmittel Kenntnisse und Geschicklichkeit zu erwerben gewusst, welche einem Gelehrten Ehre machen würde. Er ist dabei ein geborener Künstler, ohne soviel ich weiß - eine Kunst von andern gelernt oder berufsmäßig betrieben zu haben. Alles, was seine lebhafte Einbildungskraft ihm vormalt, das weiß er auch auf irgend eine Art künstlich darzustellen.“